# 890
Năm 890 là một năm trong lịch Julius.